# René Fontenelle
René Fontenelle (né à Maubeuge le 13 décembre 1894 - mort au Mans le 27 mars 1957) était un évêque catholique français au service de la curie romaine.

## Biographie
René Fontenelle est ordonné prêtre de la Compagnie des prêtres de Saint-Sulpice (Sulpicien) le 28 juin 1924. 
Il est appelé à Rome où il poursuit son ministère au service de la curie.
Il occupe notamment des fonctions de camérier d'honneur du pape et de chanoine de Saint-Pierre de Rome.
L’Académie française lui décerne le prix Ferrières en 1938 pour Sa Sainteté Pie XI.
Pie XII le nomme évêque le 25 mars 1955 avec le titre d'évêque titulaire (ou in partibus) de Theudalis (de). Il est consacré le 5 juin suivant. 
Il mourut au Mans le 28 mars 1957.